# سرعت الکتریسیته (برق)
واژهٔ الکتریسیته به طور کلی به حرکت الکترون‌ها (و یا دیگر حامل‌های بار) در یک رسانا در حضور ولتاژ و میدان الکتریکی گفته می‌شود. سرعت این حامل‌ها معانی متعددی دارد. در دستگاه‌های الکتریکی و الکترونیکی که روزمره با آن سر و کار داریم، سیگنال، یا انرژی به شکل امواج الکترومغناطیسی و معمولاً با سرعتی معادل  ۵۰٪ تا ۹۹٪ سرعت نور منتشر می‌شوند، به عبارتی میتوان گفت سرعت برق با سرعت نور برابری میکند، در حالی که الکترونها خود بسیار آهسته‌تر حرکت می‌کنند.

## امواج الکترومغناطیسی
انرژی، یا سیگنال‌ها درون یک کابل در واقع با سرعت موج الکترومغناطیسی منتقل می‌شوند، نه با سرعت حرکت الکترون‌ها. انتشار موج الکترومغناطیسی سریع است و بستگی به ثابت دی الکتریک ماده دارد. در خلاء این موج با سرعت نور منتشر می‌شود، در هوا نیز تقریباً همین سرعت را دارد.
در این تحقیقات تئوری مدارهای الکتریکی، سرعت انتشار میدان الکتریکی از طریق فضا معمولاً در نظر گرفته نمی‌شود. فرض بر این است که میدان الکتریکی به عنوان پیش فرض، در کل فضا موجود است. جزء الکترومغناطیسی میدان  همفاز با جریان، و جزء الکترواستاتیک همفاز با ولتاژ در نظر گرفته می‌شود. میدان الکتریکی از رسانا نشئت می‌گیرد، و در فضا با سرعت نور منتشر می‌شود (البته بستگی به ماده‌ای دارد که در آن منتشر می‌شود). در هر نقطه از فضا، میدان الکتریکی ربطی به وضعیت جریان انرژی الکتریکی در آن لحظه ندارد، بلکه به وضعیت جریان در یک لحظه پیش مربوط است. عامل تعیین کنندهٔ تاخیر؛ زمان مورد نیاز برای انتشار میدان از رسانا به نقطه مورد نظر است. به عبارت دیگر، هر چه فاصله از میدان رسانا بیشتر باشد، تاخیر میدان الکتریکی بیشتری خواهیم داشت.
از آنجا که سرعت انتشار بسیار بالا است (در حدود ۳۰۰٬۰۰۰ کیلومتر در ثانیه) طول موج جریان متناوب یا نوسانی، حتی در فرکانس‌های بالا نیز عدد قابل توجهی است. در فرکانس ۶۰ دور بر ثانیه، طول موج ۵٬۰۰۰ کیلومتر است، و حتی در ۱۰۰٬۰۰۰ هرتز، طول موج ۳ کیلومتر است؛ که این فاصله نسبت به فواصلی که معمولاً در اندازه‌گیری میدان استفاده می‌شود خیلی بزرگ است.
بخش مهم میدان الکتریکی یک رسانا تا رسانای برگشتی امتداد دارد که معمولاً تنها چند فیت دورتر است. در فاصله‌های بیشتر، میدان برآیند را می‌توان با تفاضل میدان بین هادی و هادی برگشتی، که تمایل به خنثی شدن دارد تخمین زد. از این رو، شدت میدان الکتریکی معمولاً در فاصله‌های کوچک نسبت به طول موج ناچیز است. در محدوده‌ای که یک میدان قابل ملاحظه وجود دارد، این میدان عملاً با جریان انرژی در رسانا همفاز می‌باشد. یعنی، سرعت انتشار اثر چندانی ندارد مگر اینکه هادی برگشتی بسیار دور باشد، یا اصلاً وجود نداشته باشد، یا فرکانس به حدی زیاد باشد که فاصله تا هادی بازگشتی قسمت قابل توجهی از طول موج باشد.

## رانش الکتریکی
سرعت رانش با سرعت متوسطی که یک ذره مانند الکترون، به دلیل وجود یک میدان الکتریکی می‌گیرد سر و کار دارد. به طور کلی، یک الکترون در یک رسانا به طور تصادفی در سرعت فرمی منتشر می‌شود. الکترون‌های آزاد در یک رسانا مسیر تصادفی را دنبال می‌کنند. بدون حضور یک میدان الکتریکی، الکترون‌ها هیچ سرعت برآیندی ندارند. هنگامی که یک ولتاژ DC اعمال می‌شود، سرعت رانش الکترون متناسب با قدرت میدان الکتریکی افزایش می‌یابد. سرعت رانش در حد میلیمتر بر ساعت است. ولتاژ AC هیچ جنبش برآیندی ایجاد نخواهد کرد؛ الکترون‌ها در پاسخ به میدان الکتریکی متناوب به جلو و عقب نوسان می‌کنند (طی یک فاصله چند میکرومتری).

## مطالعه بیشتر
- Alfvén, H. (1950). Cosmical electrodynamics. Oxford: Clarendon Press
- Alfvén, H. (1981). Cosmic plasma. Taylor & Francis US.
- General Electric review, Volume 15 By General Electric. "Velocity of Propagation of Electric Field", Charles Proteus Steinmetz.
- Fleming, J. A. (1911). Propagation of electric currents in telephone & telegraph conductors. New York: Van Nostrand